# Perla madritensis
Perla madritensis är en bäcksländeart som beskrevs av Jules Pièrre Rambur 1842. Perla madritensis ingår i släktet Perla och familjen jättebäcksländor. Inga underarter finns listade i Catalogue of Life.